# Phyllachora julocrotonis
Phyllachora julocrotonis är en svampart som beskrevs av Bres. 1896. Phyllachora julocrotonis ingår i släktet Phyllachora och familjen Phyllachoraceae.   Inga underarter finns listade i Catalogue of Life.